# Artois réservé
7 novembre 1659 – 17 septembre 1678
L’Artois réservé est la partie du comté d'Artois, comprenant les châtellenies et bailliages d'Aire et de Saint-Omer et dépendances, restée sous la souveraineté espagnole à la suite du traité des Pyrénées, signé le 7 novembre 1659. Le reste du comté, appelé l’Artois cédé, est passé sous souveraineté française.

## Historique

### Philippe II Auguste et l'Artois
Philippe II Auguste se marie le 28 avril 1180, à Bapaume, avec Isabelle de Hainaut, fille de Baudouin V de Hainaut, comte de Hainaut, nièce de Philippe d'Alsace, comte de Flandre. Philippe d'Alsace constitue en dot pour sa nièce la partie sud du comté de Flandre, à l'ouest du fleuve Aa, tout en conservant la possession viagère. La dot comprend les châtellenies de d'Aire, d'Arras, de Bapaume, de Saint-Omer, les comtés d'Hesdin et de Lens qu'il possède en toute propriété, les comtés de Boulogne et de Guines, de Saint-Pol avec les seigneuries de Béthune et de Lillers qu'il tient en fief. Cette dot correspond à l'Artois. Philippe d'Alsace cède à Philippe Auguste des terres riches en blé et aussi forte de sa draperie probablement parce qu'il était le conseiller du roi. Après la mort Élisabeth de Vermandois, Philippe Auguste s'opposé à Philippe d'Alsace pour défendre les droits d'Éléonore de Vermandois. Le traité de Boves lui permet de recevoir les comtés d'Amiens et de Montdidier. Après la mort de Philippe d'Alsace à la croisade, le 1er juin 1191, Philippe Auguste fait occuper l'Artois au nom de son fils, héritier de sa mère, Isabelle de Hainaut, mais il cède Péronne et Saint-Quentin à Éléonore de Vermandois. Cependant Beaudouin VIII de Flandre, puis Beaudouin IX, demandent l'Artois et le Vermandois. Au traité de Péronne, Philippe Auguste doit céder une partie de l'Artois à Beaudouin IX. Il ne conserve qu'Arras, Bapaume, Hesdin et Lens. Après la mort de Beaudouin IX et de Marie de Champagne, Philippe Auguste a amené à Paris leurs filles, Jeanne et Marguerite. À la suite du mariage de Jeanne, comtesse de Flandre, avec Ferrand du Portugal, accepté par Philippe Auguste en janvier 1212, et place les villes d’Aire et de Saint-Omer dans l'apanage de son fils Louis. Au traité signé à Pont-à-Vendin, le 25 février 1212, Philippe Auguste se fait rendre ce qu'il avait abandonné au traité de Péronne, Saint-Omer et Aire. Ferrand de Flandre est capturé à la bataille de Bouvines. Par le traité de Paris, signé le 24 octobre 1214, la comtesse Jeanne reconnaît à Philippe Auguste la possession de l'Artois. Le Vermandois et le Valois sont revenus au roi après la mort d'Éléonore de Vermandois, en juin 1214,. Le traité de Melun, signé par Ferrand le avril 1226 consacre définitivement l'abandon des territoires dont l'ensemble devait plus tard constituer l'Artois.

### Le comté d'Artois
L'Artois est donné en apanage à Robert Ier, frère de Louis IX, dans le testament de Louis VIII, sauf le douaire de la reine Blanche de Castille comprenant Bapaume, Lens et Hesdin. Robert a reçu l'Artois quand il a été en âge de le gouverner. L'Artois est érigé en comté en 1237. Le comté d'Artois comprend les châtellenies d'Arras, Aire, Bapaume et Saint-Omer, ainsi que les comtés d'Hesdin et de Lens et la châtellenie de Béthune.

### Le comté d'Artois entre les comtes de Flandre, les ducs de Bourgogne, le roi d'Espagne
En 1320, Louis de Crécy, comte de Flandre après la mort de son grand-père Robert III de Flandre, se marie avec Marguerite, fille du roi Philippe V le Long, comtesse d'Artois et de Bourgogne en 1361. Leur petite fille, Marguerite III de Flandre se marie en 1369 avec Philippe le Hardi, duc de Bourgogne. L'Artois rejoint les dix-sept provinces bourguignonnes par héritage en 1384 et se rapproche du Saint-Empire jusqu'à en devenir partie intégrante par le traité de Madrid en 1526. Lors de la partition de l'héritage de Charles Quint, le comté se retrouve dans les Pays-Bas Espagnols.

### Retour du comté d'Artois sous la souveraineté française
Après la prise d'Arras par les armées de Louis XIII, le 9 août 1640, Philippe IV, roi d'Espagne, a cédé à Louis XIV par le Traité des Pyrénées la propriété et souveraineté d'une partie de l'Artois. L'Artois est alors divisée entre la partie espagnole constituée des villes d'Aire et de Saint-Omer nommé l’Artois réservé et la partie française appelé Artois cédé.
Saint-Omer est devenue la capitale de l'Artois réservé. Un Conseil provincial, des États et une Élection d'Artois y ont été établis. Le traité d'Aix-la-Chapelle signé en 1668 entre la France et l'Espagne a laissé Saint-Omer et Aire sous la souveraineté espagnole. La paix est provisoire et la coalition contre Louis XIV va conduire à la guerre de Hollande à partir de 1672. Le roi envoie des plénipotentiaires au congrès de Nimègue en décembre 1675 et décide de s'emparer de villes qui se trouvent sous la souveraineté espagnole pour être dans une meilleure position pour discuter des conditions de paix avec le roi d'Espagne. Au cours de la campagne de 1676, le roi qui commande l'armée de Flandre s'empare de Condé et de Bouchain. Le 18 juillet 1676, le maréchal d'Humières prend le commandement de l'armée de 15 000 hommes qui se dirige sur l'Artois réservé.
La ville capitule devant les armées de Louis XIV le 21 avril 1677. Le parchemin de l'acte de capitulation de la ville est signé à Thérouanne par Louis XIV le 22 avril 1677. Dans cet acte, les autorités de Saint-Omer ont demandé au roi de conserver les deux tribunaux qui y ont été créés par le roi d'Espagne. Louis XIV s'y oppose et les assemblées de l'Artois réservé sont transportées à Arras et réunies à celles que le roi de France y avait conservées.
La paix de Nimègue de 1678 supprime définitivement le comté d'Artois en l'intégrant pleinement à la France dans la généralité d'Amiens.